# Woolstock (Iowa)
Woolstock – miasto w Stanach Zjednoczonych, w stanie Iowa, w hrabstwie Wright. Zgodnie ze spisem statystycznym z 2000 roku, miasto liczyło 204 mieszkańców.